# Провинция Пантх-Пиплода
Провинция Пантх-Пиплода (англ. Panth-Piploda Province) — самая маленькая провинция в составе Британской Индии. Она состояла из нескольких отдельных анклавов общей площадью в 65 км², граничащих с туземными княжествами Гвалиор, Джаора и Девас.
Примерно в 1765 году маратхский пешва даровал право сбора налогов с 10½ деревень браминам из семьи Самбхаджи Аттаджи. После того, как в результате третьей англо-маратхской войны государство маратхов было ликвидировано, британцы признали права семьи на получение соответствующих сумм. Деньги из получаемых с деревень доходов выплачивались британским политическим агентом из Малавского агентства.
В 1935 году на этой территории была образована провинция Пантх-Пиплода, управлявшаяся главным комиссаром, назначаемым генерал-губернатором Индии. После образования независимой Индии провинция была преобразована в округ Ратлам в составе штата Мадхья-Прадеш.